# Jamal Lewis (calciatore)
Jamal Piaras Lewis (Luton, 25 gennaio 1998) è un calciatore nordirlandese con cittadinanza inglese, difensore svincolato della nazionale nordirlandese.

## Biografia
È in possesso della cittadinanza nordirlandese grazie alle origini della madre.

## Carriera

### Club
Cresciuto nei settori giovanili di Luton Town e Norwich City, il 31 luglio 2017 ha firmato il primo contratto professionistico, della durata di quattro anni. Dopo essere stato fermo a lungo a causa di un infortunio al ginocchio, ha esordito in prima squadra il 22 dicembre, nella partita di campionato persa contro il Brentford. Ha segnato la prima rete in carriera il 17 gennaio 2018, nell'incontro di FA Cup perso per 6-4 ai rigori contro il Chelsea.
L'8 settembre 2020 viene ceduto al Newcastle United, con cui sigla un contratto quinquennale.
Dopo avere trovato poco spazio in tre anni di militanza coi bianconeri, il 27 luglio 2023 viene ceduto in prestito al Watford.
Il 2 settembre 2024 viene ceduto nuovamente a titolo temporaneo, questa volta ai brasiliani del San Paolo.

### Nazionale
Ha giocato nelle nazionali giovanili nordirlandesi Under-19 ed Under-21.
Ha debuttato con la nazionale nordirlandese il 24 marzo 2018, nell'amichevole vinta per 2-1 contro la Corea del Sud.

## Statistiche

### Presenze e reti nei club
Statistiche aggiornate al 10 novembre 2024.
| Stagione             | Squadra              | Campionato           | Campionato | Campionato | Coppe nazionali | Coppe nazionali | Coppe nazionali | Coppe continentali | Coppe continentali | Coppe continentali | Altre coppe | Altre coppe | Altre coppe | Totale | Totale | Totale |
| Stagione             | Squadra              | Comp                 | Pres       | Reti       | Comp            | Pres            | Reti            | Comp               | Pres               | Reti               | Comp        | Pres        | Reti        | Pres   | Reti   |        |
| -------------------- | -------------------- | -------------------- | ---------- | ---------- | --------------- | --------------- | --------------- | ------------------ | ------------------ | ------------------ | ----------- | ----------- | ----------- | ------ | ------ | ------ |
| 2016-2017            | Norwich City         | FLC                  | 0          | 0          | FACup+CdL       | 0+0             | 0               | -                  | -                  | -                  | -           | -           | -           | 0      | 0      |        |
| 2017-2018            | Norwich City         | FLC                  | 22         | 0          | FACup+CdL       | 2+0             | 1               | -                  | -                  | -                  | -           | -           | -           | 24     | 1      |        |
| 2018-2019            | Norwich City         | FLC                  | 42         | 0          | FACup+CdL       | 0+2             | 0               | -                  | -                  | -                  | -           | -           | -           | 44     | 0      |        |
| 2019-2020            | Norwich City         | PL                   | 28         | 1          | FACup+CdL       | 4+0             | 0               | -                  | -                  | -                  | -           | -           | -           | 32     | 1      |        |
| Totale Norwich City  | Totale Norwich City  | Totale Norwich City  | 92         | 1          |                 | 8               | 1               |                    | -                  | -                  |             | -           | -           | 100    | 2      |        |
| 2020-2021            | Newcastle Utd        | PL                   | 24         | 0          | FACup+CdL       | 0+2             | 0               | -                  | -                  | -                  | -           | -           | -           | 26     | 0      |        |
| 2021-2022            | Newcastle Utd        | PL                   | 5          | 0          | FACup+CdL       | 0+1             | 0               | -                  | -                  | -                  | -           | -           | -           | 6      | 0      |        |
| 2022-2023            | Newcastle Utd        | PL                   | 2          | 0          | FACup+CdL       | 1+1             | 0               | -                  | -                  | -                  | -           | -           | -           | 4      | 0      |        |
| Totale Newcastle Utd | Totale Newcastle Utd | Totale Newcastle Utd | 31         | 0          |                 | 5               | 0               |                    | -                  | -                  |             | -           | -           | 36     | 0      |        |
| 2023-2024            | Watford              | FLC                  | 36         | 0          | FACup+CdL       | 2+0             | 0+0             | -                  | -                  | -                  | -           | -           | -           | 38     | 0      |        |
| lug.-dic. 2024       | San Paolo            | A/RJ+A               | 0+6        | 0+0        | CB              | 0               | 0               | CL                 | 0                  | 0                  | -           | -           | -           | 6      | 0      |        |
| Totale carriera      | Totale carriera      | Totale carriera      | 165        | 1          |                 | 15              | 0               |                    | -                  | -                  |             | -           | -           | 180    | 1      |        |

### Cronologia presenze e reti in nazionale
| Cronologia completa delle presenze e delle reti in nazionale ― Irlanda del Nord | Cronologia completa delle presenze e delle reti in nazionale ― Irlanda del Nord | Cronologia completa delle presenze e delle reti in nazionale ― Irlanda del Nord | Cronologia completa delle presenze e delle reti in nazionale ― Irlanda del Nord | Cronologia completa delle presenze e delle reti in nazionale ― Irlanda del Nord | Cronologia completa delle presenze e delle reti in nazionale ― Irlanda del Nord | Cronologia completa delle presenze e delle reti in nazionale ― Irlanda del Nord | Cronologia completa delle presenze e delle reti in nazionale ― Irlanda del Nord |
| Data                                                                            | Città                                                                           | In casa                                                                         | Risultato                                                                       | Ospiti                                                                          | Competizione                                                                    | Reti                                                                            | Note                                                                            |
| ------------------------------------------------------------------------------- | ------------------------------------------------------------------------------- | ------------------------------------------------------------------------------- | ------------------------------------------------------------------------------- | ------------------------------------------------------------------------------- | ------------------------------------------------------------------------------- | ------------------------------------------------------------------------------- | ------------------------------------------------------------------------------- |
| 24-3-2018                                                                       | Belfast                                                                         | Irlanda del Nord                                                                | 2 – 1                                                                           | Corea del Sud                                                                   | Amichevole                                                                      | -                                                                               |                                                                                 |
| 8-9-2018                                                                        | Belfast                                                                         | Irlanda del Nord                                                                | 1 – 2                                                                           | Bosnia ed Erzegovina                                                            | UEFA Nations League 2018-2019 - 1º turno                                        | -                                                                               |                                                                                 |
| 11-9-2018                                                                       | Belfast                                                                         | Irlanda del Nord                                                                | 3 – 0                                                                           | Israele                                                                         | Amichevole                                                                      | -                                                                               |                                                                                 |
| 12-10-2018                                                                      | Vienna                                                                          | Austria                                                                         | 1 – 0                                                                           | Irlanda del Nord                                                                | UEFA Nations League 2018-2019 - 1º turno                                        | -                                                                               |                                                                                 |
| 15-10-2018                                                                      | Sarajevo                                                                        | Bosnia ed Erzegovina                                                            | 2 – 0                                                                           | Irlanda del Nord                                                                | UEFA Nations League 2018-2019 - 1º turno                                        | -                                                                               |                                                                                 |
| 15-11-2018                                                                      | Dublino                                                                         | Irlanda                                                                         | 0 – 0                                                                           | Irlanda del Nord                                                                | Amichevole                                                                      | -                                                                               |                                                                                 |
| 21-3-2019                                                                       | Belfast                                                                         | Irlanda del Nord                                                                | 2 – 0                                                                           | Estonia                                                                         | Qual. Euro 2020                                                                 | -                                                                               |                                                                                 |
| 24-3-2019                                                                       | Belfast                                                                         | Irlanda del Nord                                                                | 2 – 1                                                                           | Bielorussia                                                                     | Qual. Euro 2020                                                                 | -                                                                               |                                                                                 |
| 8-6-2019                                                                        | Tallinn                                                                         | Estonia                                                                         | 1 – 2                                                                           | Irlanda del Nord                                                                | Qual. Euro 2020                                                                 | -                                                                               |                                                                                 |
| 11-6-2019                                                                       | Barysaŭ                                                                         | Bielorussia                                                                     | 0 – 1                                                                           | Irlanda del Nord                                                                | Qual. Euro 2020                                                                 | -                                                                               |                                                                                 |
| 9-9-2019                                                                        | Belfast                                                                         | Irlanda del Nord                                                                | 0 – 2                                                                           | Germania                                                                        | Qual. Euro 2020                                                                 | -                                                                               |                                                                                 |
| 16-11-2019                                                                      | Belfast                                                                         | Irlanda del Nord                                                                | 0 – 0                                                                           | Paesi Bassi                                                                     | Qual. Euro 2020                                                                 | -                                                                               | 81’                                                                             |
| 4-9-2020                                                                        | Bucarest                                                                        | Romania                                                                         | 1 – 1                                                                           | Irlanda del Nord                                                                | UEFA Nations League 2020-2021 - 1º turno                                        | -                                                                               |                                                                                 |
| 8-10-2020                                                                       | Sarajevo                                                                        | Bosnia ed Erzegovina                                                            | 1 – 1 dts (3 – 4 dtr)                                                           | Irlanda del Nord                                                                | Qual. Euro 2020                                                                 | -                                                                               |                                                                                 |
| 11-10-2020                                                                      | Belfast                                                                         | Irlanda del Nord                                                                | 0 – 1                                                                           | Austria                                                                         | UEFA Nations League 2020-2021 - 1º turno                                        | -                                                                               |                                                                                 |
| 12-11-2020                                                                      | Belfast                                                                         | Irlanda del Nord                                                                | 1 – 2 dts                                                                       | Slovacchia                                                                      | Qual. Euro 2020                                                                 | -                                                                               |                                                                                 |
| 15-11-2020                                                                      | Vienna                                                                          | Austria                                                                         | 2 – 1                                                                           | Irlanda del Nord                                                                | UEFA Nations League 2020-2021 - 1º turno                                        | -                                                                               | 62’                                                                             |
| 18-11-2020                                                                      | Belfast                                                                         | Irlanda del Nord                                                                | 1 – 1                                                                           | Romania                                                                         | UEFA Nations League 2020-2021 - 1º turno                                        | -                                                                               | 46’                                                                             |
| 28-3-2021                                                                       | Belfast                                                                         | Irlanda del Nord                                                                | 1 – 2                                                                           | Stati Uniti                                                                     | Amichevole                                                                      | -                                                                               | 46’                                                                             |
| 31-3-2021                                                                       | Belfast                                                                         | Irlanda del Nord                                                                | 0 – 0                                                                           | Bulgaria                                                                        | Qual. Mondiali 2022                                                             | -                                                                               |                                                                                 |
| 2-9-2021                                                                        | Vilnius                                                                         | Lituania                                                                        | 1 – 4                                                                           | Irlanda del Nord                                                                | Qual. Mondiali 2022                                                             | -                                                                               |                                                                                 |
| 5-9-2021                                                                        | Tallinn                                                                         | Estonia                                                                         | 0 – 1                                                                           | Irlanda del Nord                                                                | Amichevole                                                                      | -                                                                               | 55’                                                                             |
| 8-9-2021                                                                        | Belfast                                                                         | Irlanda del Nord                                                                | 0 – 0                                                                           | Svizzera                                                                        | Qual. Mondiali 2022                                                             | -                                                                               | 49’                                                                             |
| 9-10-2021                                                                       | Lancy                                                                           | Svizzera                                                                        | 2 – 0                                                                           | Irlanda del Nord                                                                | Qual. Mondiali 2022                                                             | -                                                                               | 23’, 37’                                                                        |
| 12-11-2021                                                                      | Belfast                                                                         | Irlanda del Nord                                                                | 1 – 0                                                                           | Lituania                                                                        | Qual. Mondiali 2022                                                             | -                                                                               | 70’                                                                             |
| 15-11-2021                                                                      | Belfast                                                                         | Irlanda del Nord                                                                | 0 – 0                                                                           | Italia                                                                          | Qual. Mondiali 2022                                                             | -                                                                               |                                                                                 |
| 24-9-2022                                                                       | Belfast                                                                         | Irlanda del Nord                                                                | 2 – 1                                                                           | Kosovo                                                                          | UEFA Nations League 2022-2023 - 1º turno                                        | -                                                                               | 76’                                                                             |
| 27-9-2022                                                                       | Atene                                                                           | Grecia                                                                          | 3 – 1                                                                           | Irlanda del Nord                                                                | UEFA Nations League 2022-2023 - 1º turno                                        | -                                                                               | 76’                                                                             |
| 23-3-2023                                                                       | Serravalle                                                                      | San Marino                                                                      | 0 – 2                                                                           | Irlanda del Nord                                                                | Qual. Euro 2024                                                                 | -                                                                               | 74’                                                                             |
| 26-3-2023                                                                       | Belfast                                                                         | Irlanda del Nord                                                                | 0 – 1                                                                           | Finlandia                                                                       | Qual. Euro 2024                                                                 | -                                                                               |                                                                                 |
| 14-10-2023                                                                      | Belfast                                                                         | Irlanda del Nord                                                                | 3 – 0                                                                           | San Marino                                                                      | Qual. Euro 2024                                                                 | -                                                                               | 43’ 79’                                                                         |
| 17-10-2023                                                                      | Belfast                                                                         | Irlanda del Nord                                                                | 0 – 1                                                                           | Slovenia                                                                        | Qual. Euro 2024                                                                 | -                                                                               |                                                                                 |
| 17-11-2023                                                                      | Helsinki                                                                        | Finlandia                                                                       | 4 – 0                                                                           | Irlanda del Nord                                                                | Qual. Euro 2024                                                                 | -                                                                               |                                                                                 |
| 20-11-2023                                                                      | Belfast                                                                         | Irlanda del Nord                                                                | 2 – 0                                                                           | Danimarca                                                                       | Qual. Euro 2024                                                                 | -                                                                               |                                                                                 |
| 8-6-2024                                                                        | Palma di Maiorca                                                                | Spagna                                                                          | 5 – 1                                                                           | Irlanda del Nord                                                                | Amichevole                                                                      | -                                                                               |                                                                                 |
| 11-6-2024                                                                       | Murcia                                                                          | Irlanda del Nord                                                                | 2 – 0                                                                           | Andorra                                                                         | Amichevole                                                                      | -                                                                               |                                                                                 |
| 5-9-2024                                                                        | Belfast                                                                         | Irlanda del Nord                                                                | 2 – 0                                                                           | Lussemburgo                                                                     | UEFA Nations League 2024-2025 - 1º turno                                        | -                                                                               | 57’                                                                             |
| 8-9-2024                                                                        | Plovdiv                                                                         | Bulgaria                                                                        | 1 – 0                                                                           | Irlanda del Nord                                                                | UEFA Nations League 2024-2025 - 1º turno                                        | -                                                                               |                                                                                 |
| 12-10-2024                                                                      | Zalaegerszeg                                                                    | Bielorussia                                                                     | 0 – 0                                                                           | Irlanda del Nord                                                                | UEFA Nations League 2024-2025 - 1º turno                                        | -                                                                               | 67’                                                                             |
| Totale                                                                          |                                                                                 | Presenze                                                                        | 39                                                                              |                                                                                 | Reti                                                                            | 0                                                                               |                                                                                 |

## Palmarès

### Club

#### Competizioni nazionali
- Football League Championship: 1

Norwich City: 2018-2019